# 安冈查克
安岡チョーク（日语：／ Yasuoka Choke，1973年1月18日—），日本男子田径运动员。他曾代表日本参加2004年夏季残疾人奥林匹克运动会田径比赛，获得一枚金牌、一枚银牌和二枚铜牌。